# Udo Kühn
Udo Kühn es un deportista de la RDA que compitió en remo como timonel. Ganó una medalla de bronce en el Campeonato Mundial de Remo de 1986, en la prueba de dos con timonel.

## Palmarés internacional
| Campeonato Mundial | Campeonato Mundial       | Campeonato Mundial | Campeonato Mundial |
| Año                | Lugar                    | Medalla            | Prueba             |
| ------------------ | ------------------------ | ------------------ | ------------------ |
| 1986               | Nottingham (Reino Unido) | Medalla de bronce  | Dos con timonel    |